# 印第安納州第一國會選區
印第安納州第一國會選區（英語：First Congressional District of Indiana）是美国印第安纳州的九個國會選區之一，始於1823年，2013年起位於該州的西北部。
該選區在在眾議員選舉方面自1931起當區眾議員一直都是民主黨人。現任當區議員是民主黨的弗蘭克·J·穆爾萬。